# Uniq (grupo musical)
Uniq (hangul: 유니크), estilizado como UNIQ, es una boyband surcoreana-china, formada por la compañía Yuehua Entertainment en 2014. El grupo fue formado por cinco integrantes: Yixuan, Wen Han, Woodz, Yi Bo y Sungjoo. Debutó oficialmente el 20 de octubre de 2014 con su primer sencillo, «Falling in Love», en China y Corea. En 2018, el grupo entró en stand by debido a que los integrantes del grupo decidieron continuar con sus proyectos en solitario, aunque se puede recalcar que el grupo no está oficialmente disuelto.

## Historia

### Predebut
Antes del debut del grupo, Yixuan viajó a Sídney, Australia y aprendió técnicas de baile. Luego, regresó a China y fue descubierto por Yuehua Entertainment después de su aparición en KOD, una gran concurso de baile en China.
Li Wenhan tiene formación en guitarra clásica y la natación, practicando con el medallista olímpico de natación chino, Sun Yang. Mientras asistía a la secundaria en Estados Unidos, él audicionó para Yuehua Entertainment. Wenhan había aparecido previamente en la televisión en un reality show que se emitió en todo el país en abril de 2013.
Wang Yibo audicionó para Yuehua Entertainment y se convirtió en un aprendiz. Él había participado en National HipHop Dance Contest en Luoyang, China en 2011. Los tres previamente entrenan juntos durante cuatro años antes de la adición de Cho Seungyoun y Kim Sungjoo.
Seungyoun vivió en Filipinas, Brasil y Estados Unidos y fue miembro del equipo de fútbol juvenil de Corinthians. Más tarde regresó a Corea del Sur para perseguir sus sueños como cantante.
Sungjoo vivió en China antes de regresar a Corea del Sur para perseguir sus sueños como cantante. Allí asistió a la escuela de Artes de Anyang. Anteriormente fue un aprendiz en YG Entertainment durante muchos años antes de firmar con Yuehua Entertainment. Los cinco miembros entrenaron juntos durante 1.400 días antes del debut del grupo.

### 2014: Debut y «Falling In Love»
Su sencillo debut, «Falling In Love», fue lanzado el 20 de octubre en China y Corea del Sur, y unos días antes, el 16 de octubre, tuvieron su primera actuación en M! Countdown. UNIQ fue elegido para participar en el OST para las películas Las Tortugas Ninjas y Pingüinos de Madagascar. El 23 de octubre, lanzaron la canción «Born To Fight» para el lanzamiento chino de TNMT. El grupo publicó la adaptación inglesa de "Falling en Love" el 5 de noviembre. El 10 de noviembre, lanzaron «Celebrate» para la versión China de los Pingüinos de Madagascar. UNIQ hizo su debut oficial en China el 25 de noviembre con su primer fanmeet chino en Beijing. El 27 de noviembre UNIQ comenzó sus primeras promociones en Taiwán y llevó a cabo una conferencia de prensa el 1 de diciembre. El reality show de UNIQ The Best Debut, comenzó a transmitirse el 2 de diciembre en la plataforma de vídeo en línea de China, iQiyi, para tres episodios.

### 2015: Primer EPEOEO
En febrero de 2015, UNIQ comenzó a promover una tienda de belleza China, sustituyendo a Ko Chen-tung como el endosante oficial. UNIQ celebró su primer fanmeet en Tailandia en Bangkok el 7 de marzo.
El 9 de abril, Yuehua Entertainment anunció que regresa UNIQ con su primer EP titulado EOEO. UNIQ hizo su re-aparición oficial en Corea del Sur el 22 de abril en el programa de MBC Show Champion. El 24 de abril UNIQ hizo otra re-aparición en la entrega de premios de China KU Music Asian Music Awards. El 24 de abril, UNIQ lanzó su EP y el videoclip oficial para «EOEO». Después del lanzamiento de «EOEO», el vídeo musical alcanzó el número 3 en el gráfico semanal de MV de YinYueTai. UNIQ consiguió su primer premio de en el programa musical de CCTV Global Chinese Music el 23 de mayo. El 22 de mayo, UNIQ lanza el videoclip oficial «Luv Again». En el mismo día, fue anunciado que UNIQ celebraría su primer escaparate en Japón el 19 de julio y el 20 de julio en Osaka y Tokio respectivamente. UNIQ tiene récord de más victorias en Global Chinese Music Chart, batiendo el récord de EXO-M en el 2014.

### 2016: Promoción en China y Japón
Uniq comenzó a respaldar a Inke en febrero de 2016, una aplicación china de transmisión en vivo.  El 24 de marzo, el grupo lanzó la canción "My Dream" para la banda sonora de la película MBA Partners , debutando en la posición #3 en China V Chart .  Yixuan, Wenhan y Sungjoo realizaron un roadshow de dos semanas en 14 ciudades para promocionar la película.
El 25 de junio, Uniq realizó su primera reunión de aficionados en Sao Paulo, Brasil. 
Uniq lanzó un álbum sencillo japonés en diciembre de 2016, "Falling in Love".  Las versiones japonesas de "Falling in Love" y "Listen to Me" están incluidas en el sencillo.  Uniq celebró un Live Meet and Greet en Japón el 10 de diciembre y un evento de firma de autógrafos y fotografía el 11 de diciembre. 

### 2017-2018: Pausa indefinida (hiatus/stand by)
El 19 de enero de 2017, el grupo lanzó el sencillo "Feliz Año Nuevo 2017". La canción fue escrita por Zhou Yixuan y trae la frescura del año que comienza. Yibo no pudo participar en el video musical ni en la grabación de la canción debido a conflictos de programación. En el MV, Yixuan, Sungjoo, Wenhan y Seungyoun armaron un muñeco de nieve que representa a Yibo. 
Uniq lanzó dos sencillos, "Never Left" y "Next Mistake", el 19 de abril de 2018. 
El grupo ha estado en pausa indefinida desde 2018, aunque no se han disuelto oficialmente, mientras que los miembros han seguido proyectos independientes.

## Integrantes
| Miembro      | Miembro | Nombre de nacimiento | Nombre de nacimiento | Nombre de nacimiento | Fecha de nacimiento               | Posición                                               |
| Romanización | Hangul  | Romanización         | Hangul               | Hanja                | Fecha de nacimiento               | Posición                                               |
| ------------ | ------- | -------------------- | -------------------- | -------------------- | --------------------------------- | ------------------------------------------------------ |
| Yixuan       | 이쉔    | Zhou Yixuan          | 조이쉔               | 周艺轩               | 11 de diciembre de 1990 (34 años) | Líder, rapero y vocalista                              |
| Sungjoo      | 성주    | Kim Sungjoo          | 김성주               | 金圣柱               | 16 de febrero de 1994 (31 años)   | Vocalista                                              |
| Wen Han      | 문한    | Li Wen Han           | 문한                 | 李汶翰               | 22 de julio de 1994 (30 años)     | Vocalista                                              |
| Woodz        | 승연    | Cho Seung Youn       | 조승연               | 曹承衍               | 5 de agosto de 1996 (28 años)     | Rapero y vocalista                                     |
| Yi Bo        | 이보    | Wang Yi Bo           | 이보                 | 王一博               | 5 de agosto de 1997 (27 años)     | Rapero, vocalista, bailarín principal, visual y maknae |

## Discografía
- EOEO (2015)

## Filmografía

### Programas de variedades
| Año  | Canal              | Título                                                               | Miembro(s) |
| ---- | ------------------ | -------------------------------------------------------------------- | ---------- |
| 2014 | iQiyi              | The Best Debut                                                       | Todos      |
| 2015 | JTBC               | Off to School                                                        | Sungjoo    |
| 2015 | Arirang TV         | After School Club                                                    | Todos      |
| 2015 | Hunan Television   | Happy Camp                                                           | Todos      |
| 2015 | MBC Every 1        | Weekly Idol                                                          | Todos      |
| 2015 | Hunan Television   | Day Day Up                                                           | Todos      |
| 2015 | Sichuan Television | Let's Go 咱们穿越吧                                                  | Sungjoo    |
| 2015 | KBS                | Our Neighborhood Arts and Physical Education - Cool Kiz On The Block | Wenhan     |

## Premios
| Año  | Premio                       | Categoría                           | Trabajo nominado | Resultados |
| ---- | ---------------------------- | ----------------------------------- | ---------------- | ---------- |
| 2014 | 2015 iQiyi Awards            | Premio Más Esperado                 | UNIQ             | Ganador    |
| 2015 | Apollo Music Awards          | Mejor banda sonora                  | Born To Fight    | Ganador    |
| 2015 | Asia Billboard Awards        | Premio de Grupo Popular             | UNIQ             | Ganador    |
| 2015 | Tencent Beijing App Awards   | Grupo Más Prometedor del Año (Asia) | UNIQ             | Ganador    |
| 2015 | KU Music Awards              | Mejor Nuevo Artista                 | UNIQ             | Ganador    |
| 2015 | MTV Europe Music Awards      | Mejor Artista en China & Hong Kong  | UNIQ             | Nominado   |
| 2015 | 2016 iQiyi Awards            | Premio                              | UNIQ             | Nominado   |
| 2015 | International K-Music Awards | Premio al Mejor Novato              | UNIQ             | Pendiente  |
| 2015 | International K-Music Awards | Mejor Coreografía                   | EOEO             | Pendiente  |

## Programas musicales

### Global Chinese Music
CCTV's Global Chinese Music is Chinese music show
| Año  | Fecha       | Canción      | Destinatario |
| ---- | ----------- | ------------ | ------------ |
| 2015 | 23 de mayo  | EOEO         | UNIQ         |
| 2015 | 6 de junio  | Listen to Me | UNIQ         |
| 2015 | 13 de junio | Luv Again    | UNIQ         |

### The Show
| Año  | Fecha  | Canción | Destinatario |
| ---- | ------ | ------- | ------------ |
| 2015 | May 26 | EOEO    | UNIQ         |